# Sauris
Sauris (IPA: /ˈsauris/, Sauris in friulano, Zahre nel locale idioma germanico) è un comune italiano sparso di 383 abitanti del Friuli-Venezia Giulia, la cui sede municipale si trova nella frazione di Sauris di Sotto;
isola linguistica germanofona, fa parte del club dei borghi autentici d'Italia e del Comitato delle isole linguistiche storiche germaniche in Italia. È stato il comune più alto della regione con 1212 m s.l.m. fino al 5 dicembre 2017, quando il comune di Sappada è tornato a far parte del territorio friulano dopo la separazione nel 1852.

## Geografia fisica

### Territorio

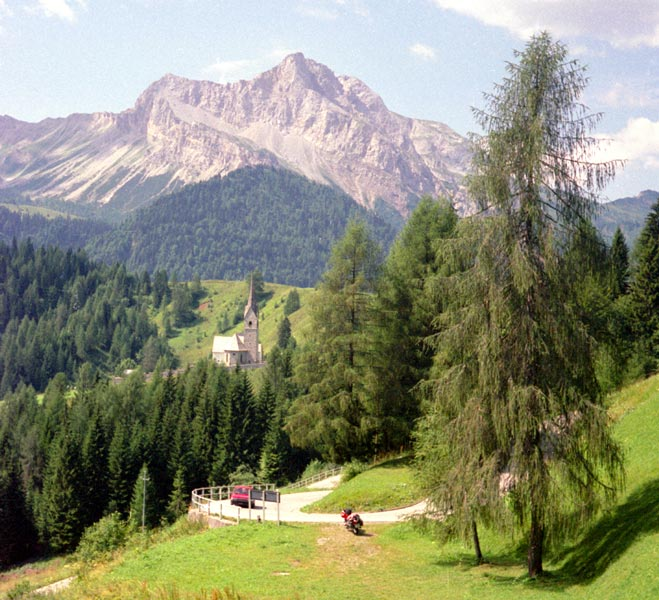
Il monte Bìvera, in Val Lumiei

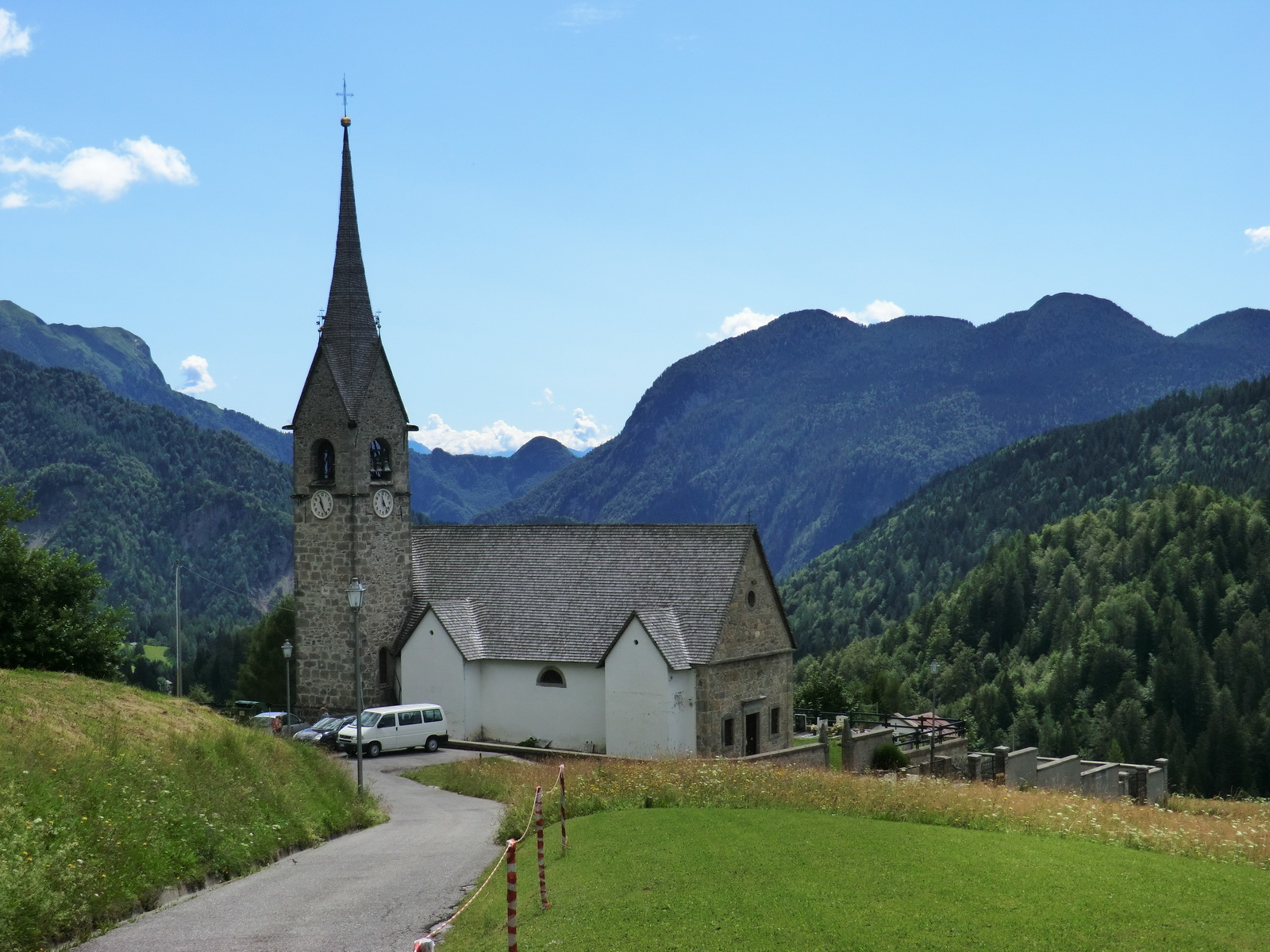
Chiesa di San Lorenzo Martire

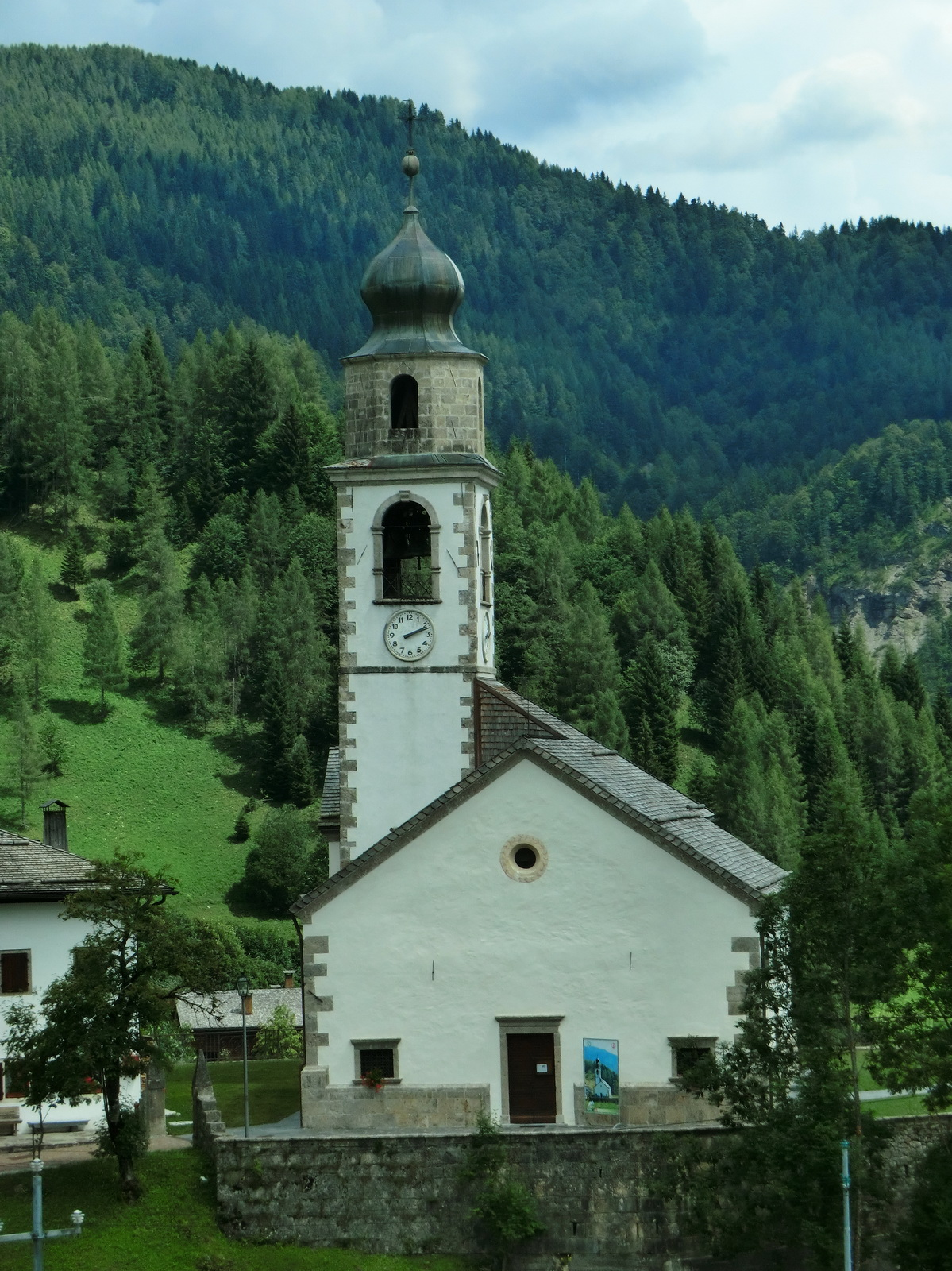
Chiesa di Sant'Osvaldo

Situato nella regione montana della Carnia in Val Lumiei, vanta nel suo territorio la presenza di un lago artificiale (il lago di Sauris), tra i più grandi in Friuli, creato dallo sbarramento del torrente Lumiei. Le sue frazioni sono Lateis, La Maina e Velt, ed è circondato dai Monti di Sauris (Alpi Tolmezzine Occidentali), le cui cime montuose principali sono il Col Gentile (2.075 m), il Monte Tarondon (2.019 m), il Monte Pieltinis (2.027 m), il Crodon di Tiarfin (2.413 m), il Monte Bìvera (2.474 m), il Monte Zauf (2.245 m), il Monte Tinisa (2.080 m). È collegato al fondovalle ampezzano (Alta Val Tagliamento) da due strade, una delle quali raggiunge il Passo del Pura, sopra il lago di Sauris e al Centro Cadore (Oltrepiave Cadorino-Veneto) tramite la Sella di Rioda.

## Storia
La leggenda vuole che la comunità di Sauris sia stata fondata attorno al XIII-XIV secolo da due soldati tedeschi che, stanchi della guerra, fuggirono dal loro paese rifugiandosi in questa valle isolata e impervia. Sembra che l'immigrazione sia avvenuta in realtà dalla Lesachtal e dalla Pusteria nel XIII secolo.
Lo storico Giordano Brunettin fa risalire invece l'occupazione della zona alla metà del XIII secolo.
Il primo documento che attestava l'esistenza della località, un atto di eredità perduto, risale al 1280. Si è conservato solo un documento del 1318 in cui si parla di Sauris, riguardante anch'esso un'investitura feudale.
Tra il 1941 e il 1948 venne costruito l'impianto idroelettrico della Val Lumiei e la relativa diga, nonostante si fosse in piena guerra. Proprio per la scarsità di uomini che ciò comportava vennero coinvolti nella costruzione anche 300 prigionieri di guerra neozelandesi. La località La Maina venne sommersa dal lago artificiale e ne restano i ruderi sott'acqua.

## Monumenti e luoghi d'interesse
- Chiesa di Sant'Osvaldo a Sauris di Sotto
- Chiesa di San Lorenzo a Sauris di Sopra

## Società

### Evoluzione demografica
Abitanti censiti

### Lingue e dialetti
La popolazione è in linea di massima trilingue, parlando sia l'italiano,  sia il friulano, sia il tipico dialetto tedesco locale, detto saurano, che conserva tratti arcaici rispetto ai dialetti carinziani ai quali è collegato.
Ai sensi della Deliberazione n. 2680 del 3 agosto 2001 della Giunta della Regione autonoma Friuli-Venezia Giulia, il Comune è inserito nell'ambito territoriale di tutela della lingua friulana ai fini della applicazione della legge 482/99, della legge regionale 15/96 e della legge regionale 29/2007. Nel territorio comunale vige altresì la Legge regionale 20 novembre 2009, n. 20 "Norme di tutela e promozione delle minoranze di lingua tedesca del Friuli Venezia Giulia".
La comunità forma un'isola linguistica di tipo germanico, una vera enclave germanofona in territorio italiano, che si è potuta conservare, a partire dalla sua fondazione, grazie ad un isolamento durato secoli.
La ‘lingua saurana’, de Zahrar Sproche, è stata ufficializzata nella grafia, in accoglimento delle Raccomandazioni del Consiglio d’Europa, con deliberazione del Consiglio Comunale (12/2013). Ciò a seguito di lungo e complesso iter coinvolgente la Comunità linguistica, con significativo impegno del Circolo Culturale Saurano – Zahrar Kulturzirkul “Fulgenzio Schneider”, concluso con validazione scientifica dell’Accademia Austriaca delle Scienze (Österreichische Akademie der Wissenschaften).
Le regole della grafia sono state recepite in pubblicazione bilingue (italiano/tedesco) avente ottenuto l’autorevole patrocinio del Ministero dei Beni, delle Attività culturali e del Turismo. La pubblicazione (e annesso CD) è stata distribuita a tutte le famiglie saurane.

## Geografia antropica
Il comune è formato da Sauris di Sotto (sede municipale) e dalle frazioni di Sauris di Sopra, Lateis, La Maina e Velt. Sauris di Sopra è detto localmente Plozn, e Sauris di Sotto Dörf. Il toponimo Sauris invece sembra che derivi da un idronimo pre-romanzo "savira", "corso d'acqua". Nella lingua saurana il nome è Zahre.

## Economia

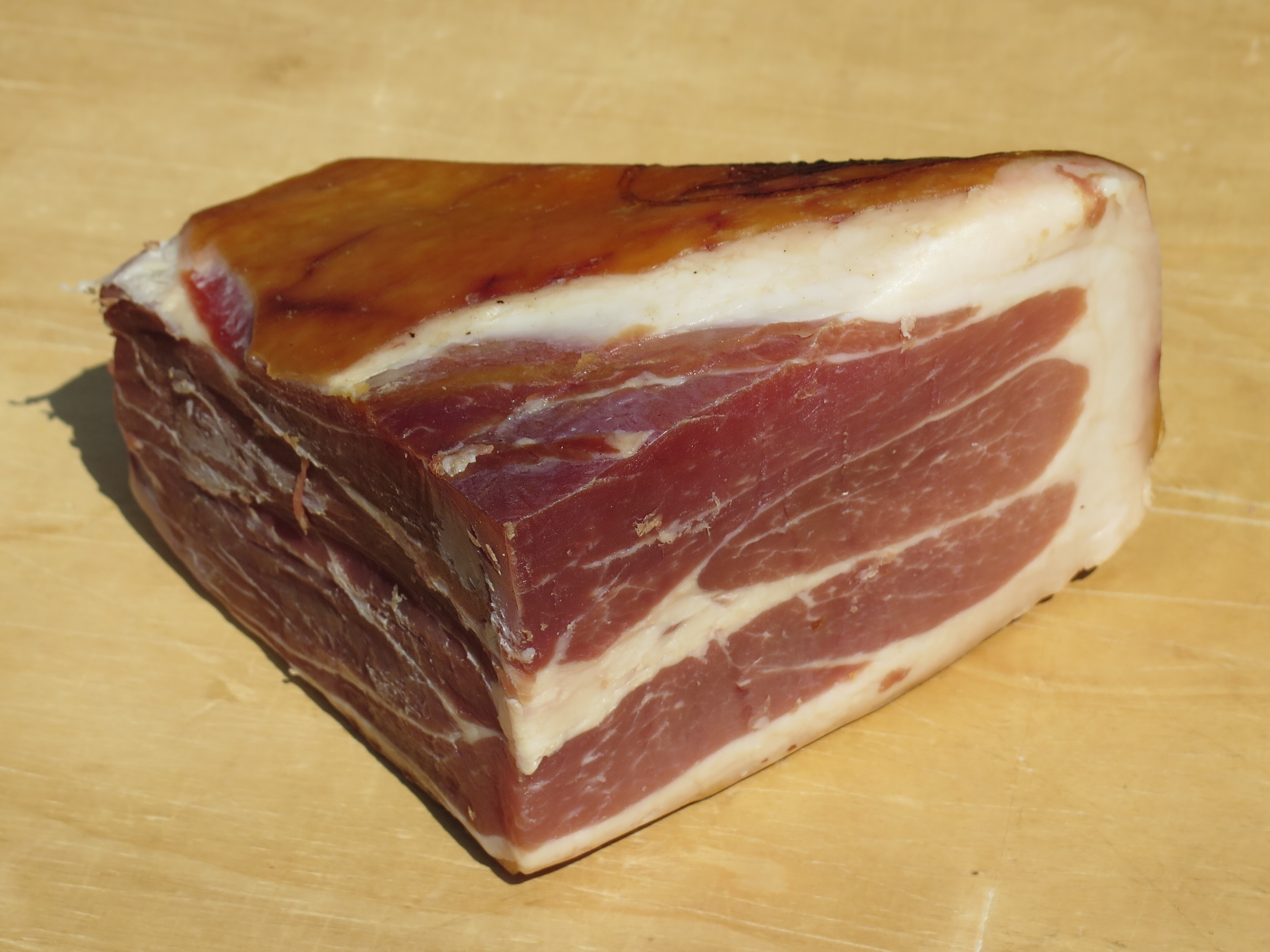
Un trancio di prosciutto crudo di Sauris

Nonostante sia uno dei comuni più piccoli del Friuli-Venezia Giulia, Sauris è una apprezzata località turistica estiva ed invernale, conosciuta per la produzione di un prosciutto crudo particolarmente rinomato, il Prosciutto di Sauris I.G.P., lo speck di Sauris ed una birra artigianale altrettanto famosa: la Zahre Beer.

### Artigianato
Per quanto riguarda l'artigianato, è rinomata per la produzione di tappeti ed arazzi.

## Cultura

### Case tipiche
L'abitazione caratteristica di Sauris è solitamente staccata dal rustico, e si compone in più piani. Al piano terra c'è un vano ingresso o atrio preferibilmente centrale, dal quale si accede alla cucina, al tinello e a uno o due locali, posti a monte, che fungono da cantina. Attraverso una scala di legno si sale al primo piano, dove si trovano uno o più corridoi dai quali si accede alle camere da letto e ai ballatoi (in questi troviamo spesso una latrina). Per un'altra scaletta di legno si accede al sottotetto, dotato di abbaino, nel quale vengono conservati i prodotti dell'agricoltura e gli attrezzi, ma non il fieno. I materiali da costruzione sono la pietra e la calce per i pianterreni, tronchi squadrati e incastrati tra loro per i piani superiori (blockbau). La copertura dei tetti, tutta e sempre in scandole di legno, è simile a quella utilizzata nella zona di Forni; in autunno sopra le scandole vengono disposte assi molto lunghe, fermate da ciottoli e pietre, perché tengano ferme le assicelle sotto il peso della neve.

### Musei
- Centro Etnografico 's haus van der Zahre, di Sauris di Sopra
- Centro Storiografico Museo di S. Osvaldo, presso la canonica di Sauris di Sotto

I centri fanno parte del sistema museale della Carnia.

### Eventi
- 5 gennaio - Der orsh van der Belin - il sedere della Belin
- febbraio - Carnevale saurano
- luglio - nel secondo e terzo fine settimana di luglio si svolge la Festa del prosciutto
- agosto - Festa del formaggio salato a Lateis
- agosto - Festival internazionale di musica[19]
- agosto - Fra le nuvole Progetto teatrale con laboratori e spettacoli
- dicembre - Mercatini di natale

## Amministrazione

### Sindaci dal 1995
| Periodo        | Periodo        | Primo cittadino  | Partito         | Carica  | Note                     |
| Periodo        | Periodo        | Primo cittadino  | Partito         | Carica  | Note                     |
| -------------- | -------------- | ---------------- | --------------- | ------- | ------------------------ |
| 23 aprile 1995 | 13 giugno 1999 | Daniele Petris   | Centro sinistra | Sindaco |                          |
| 13 giugno 1999 | 13 giugno 2004 | Stefano Lucchini | Lista civica    | Sindaco |                          |
| 13 giugno 2004 | 7 giugno 2009  | Stefano Lucchini | Lista civica    | Sindaco |                          |
| 7 giugno 2009  | 25 maggio 2014 | Stefano Lucchini | Lista civica    | Sindaco |                          |
| 25 maggio 2014 | 26 maggio 2015 | Pietro Gremese   | Lista civica    | Sindaco | il sindaco si è dimesso. |
| 5 giugno 2016  | 4 ottobre 2021 | Ermes Petris     | Lista civica    | Sindaco |                          |
| 4 ottobre 2021 | in carica      | Alessandro Colle | Lista civica    | Sindaco |                          |

## Galleria d'immagini

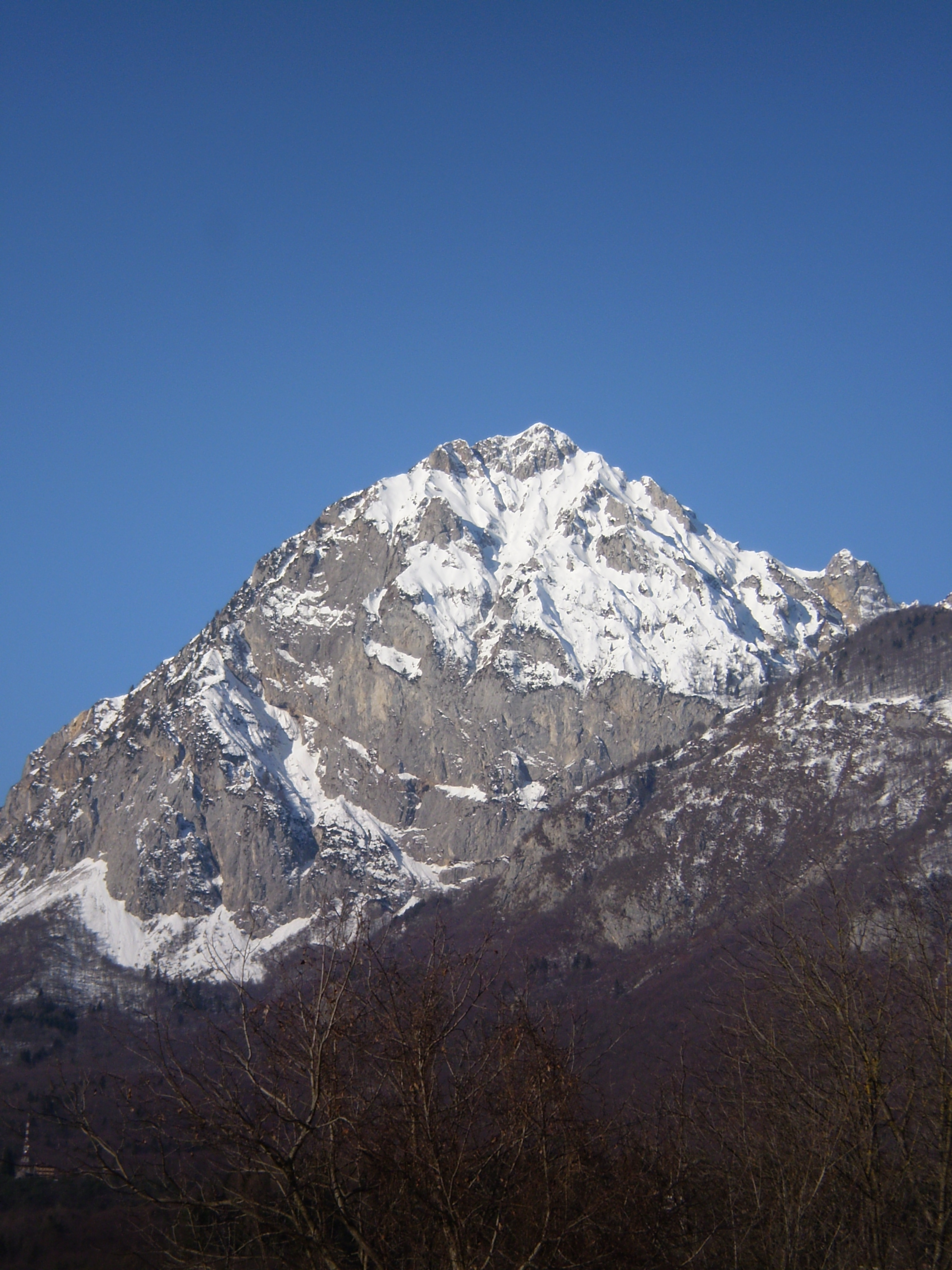
Monte Tinisa
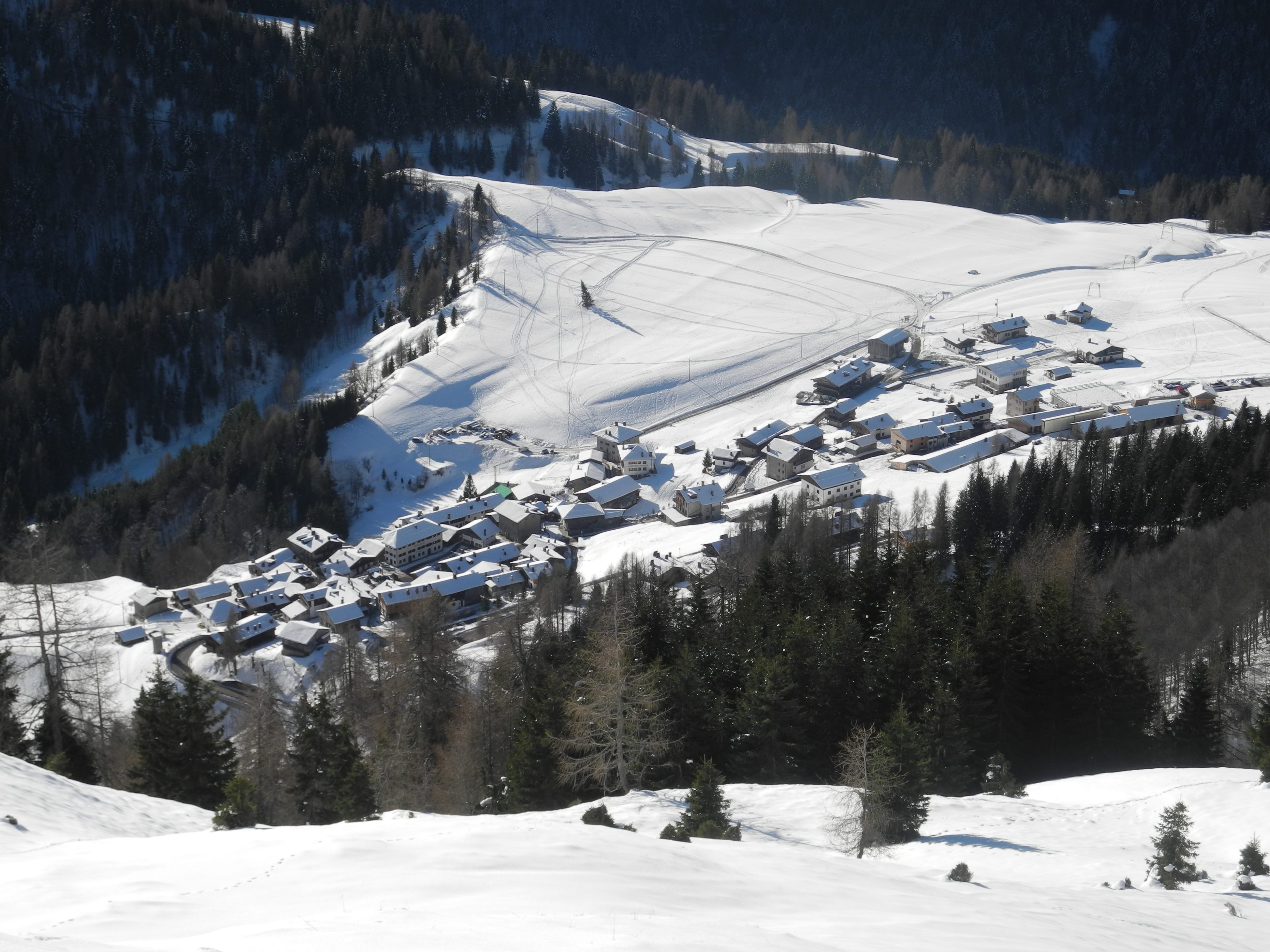
Sauris di Sopra dai monti
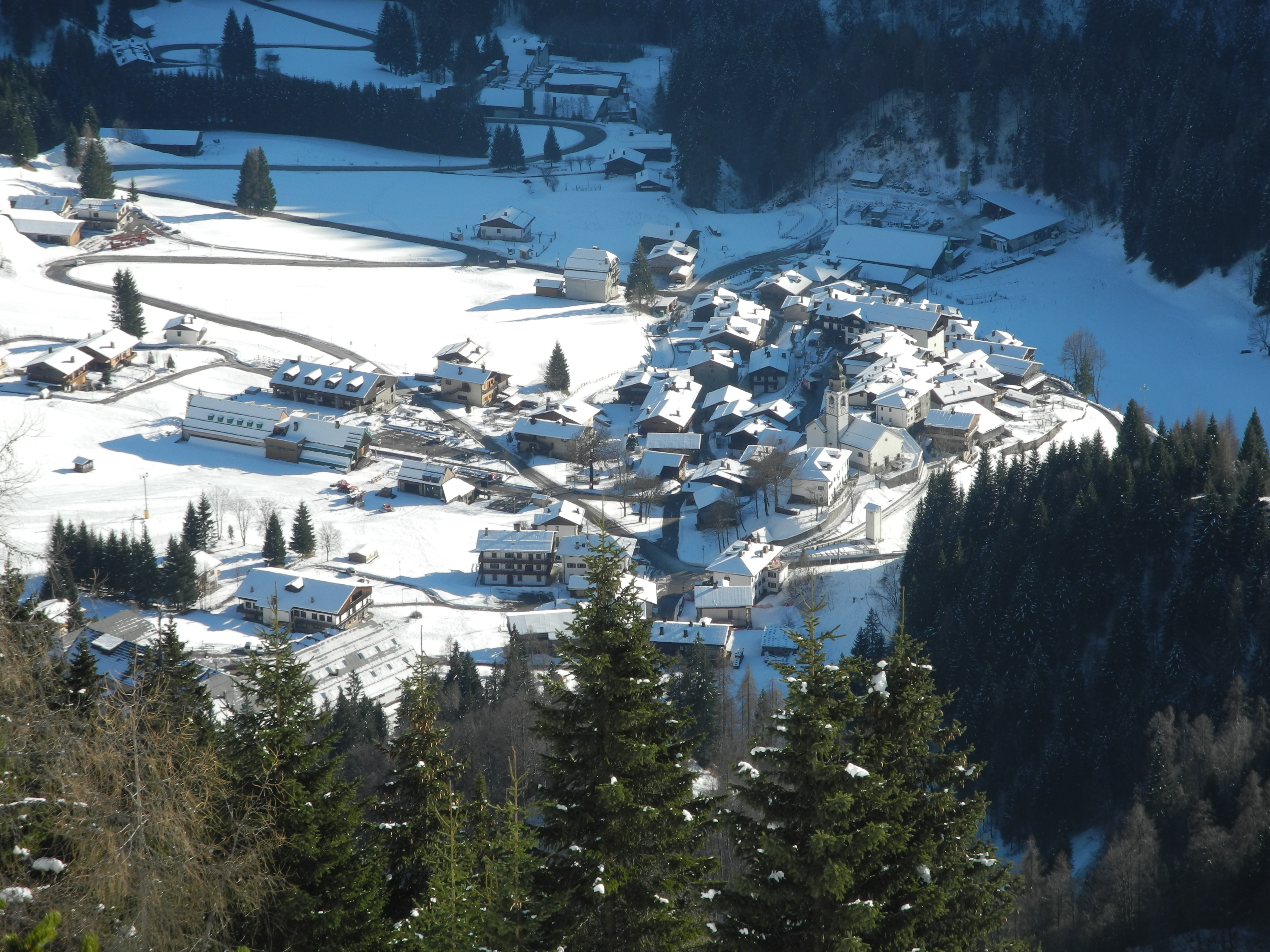
Sauris di Sotto dai monti
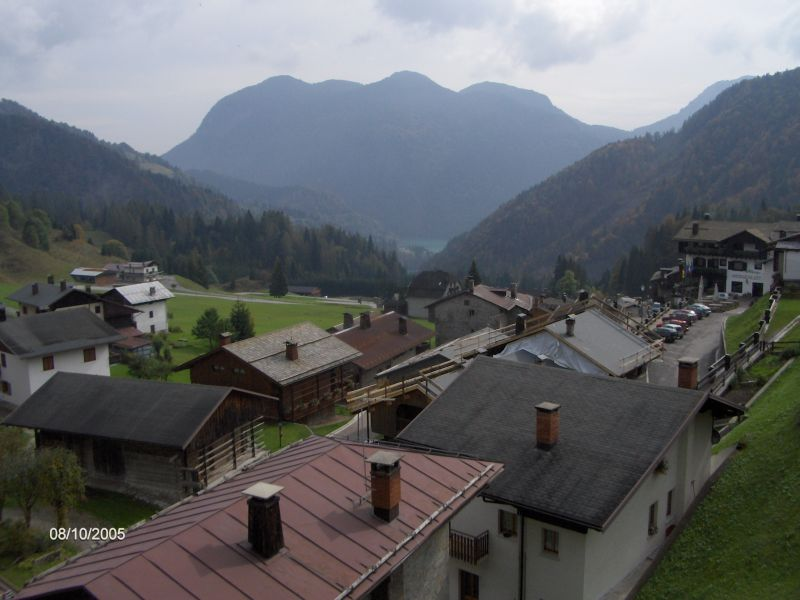
Sauris di Sotto
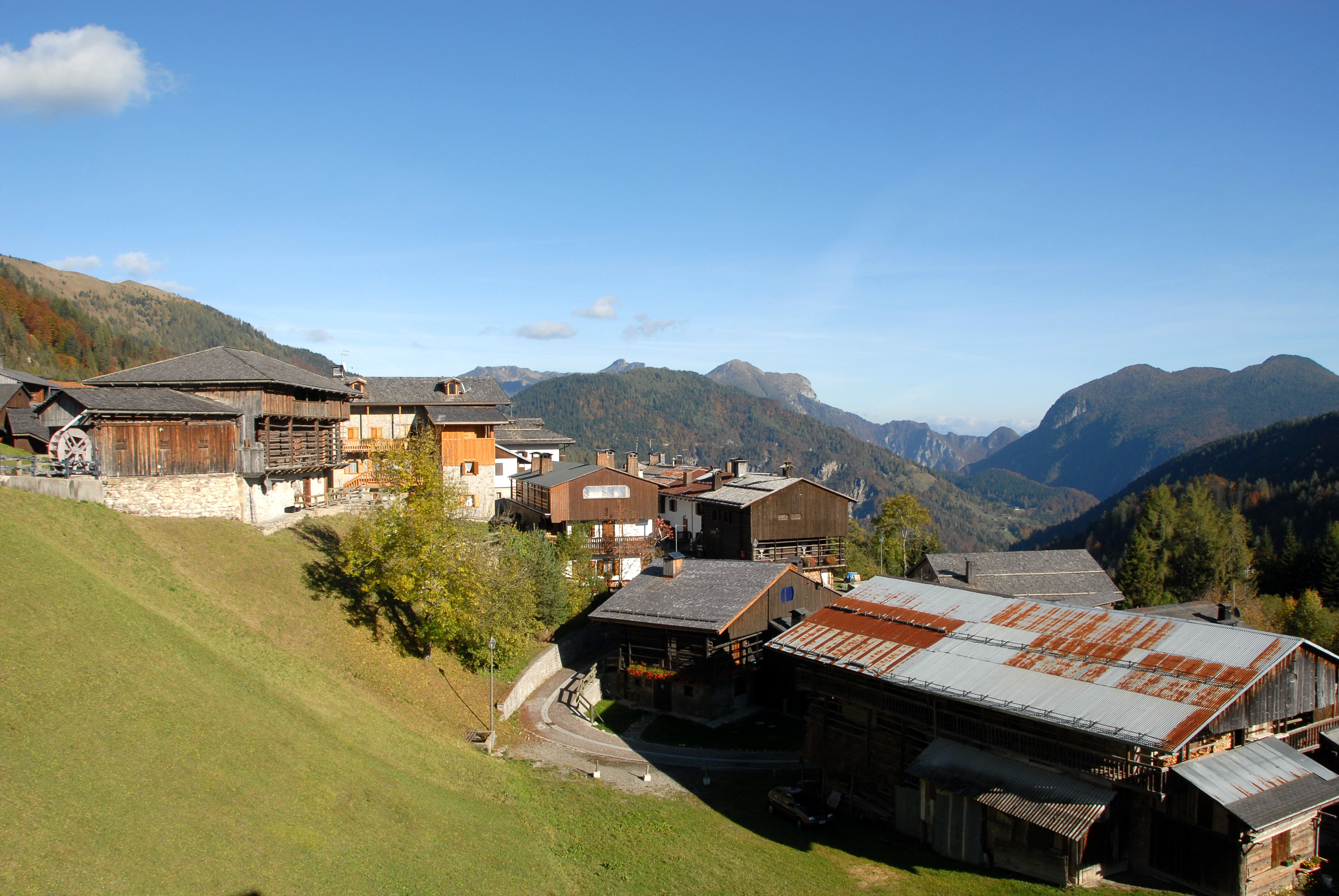
Sauris di Sopra
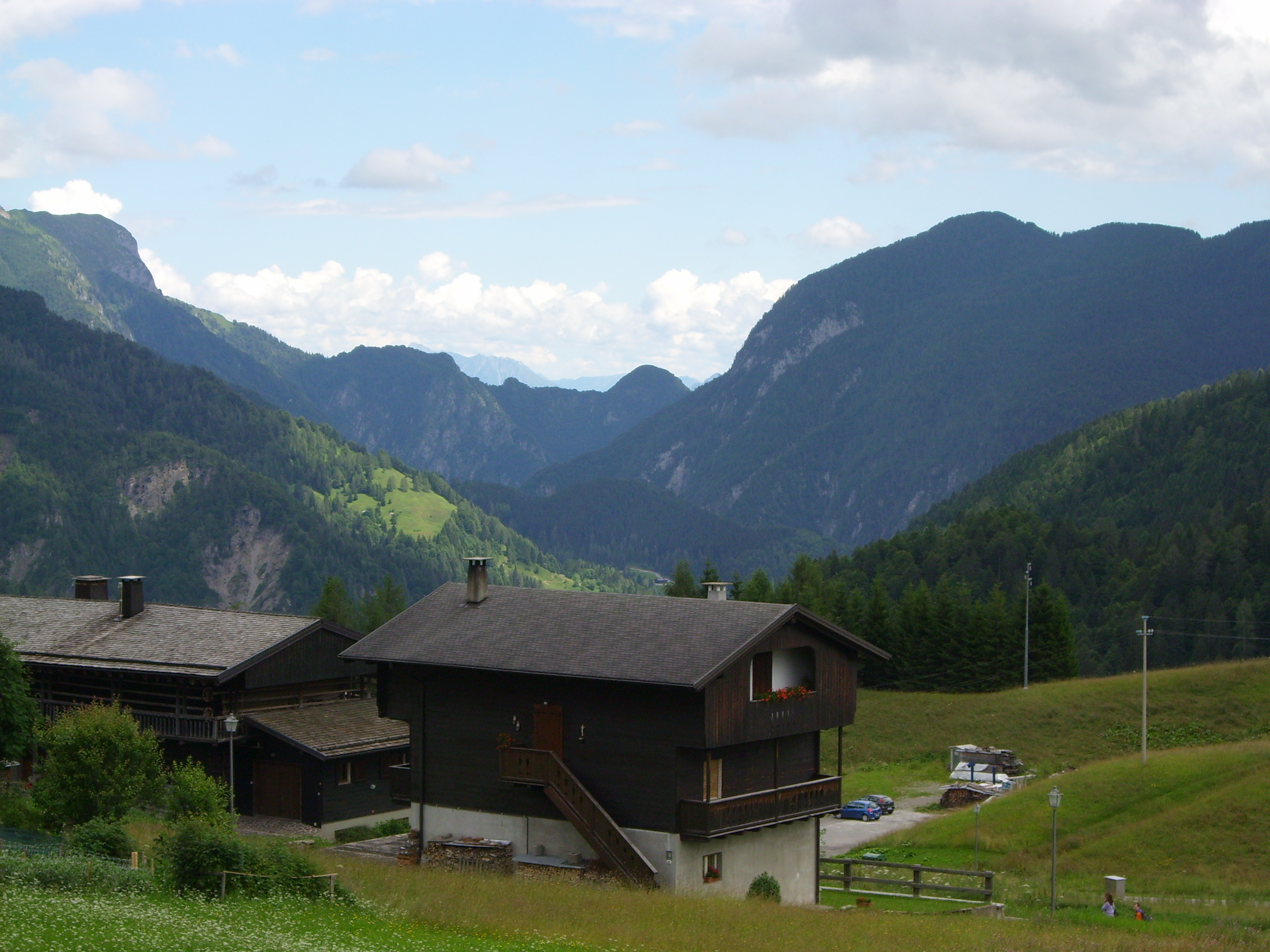
Architettura alpina a Sauris di Sopra
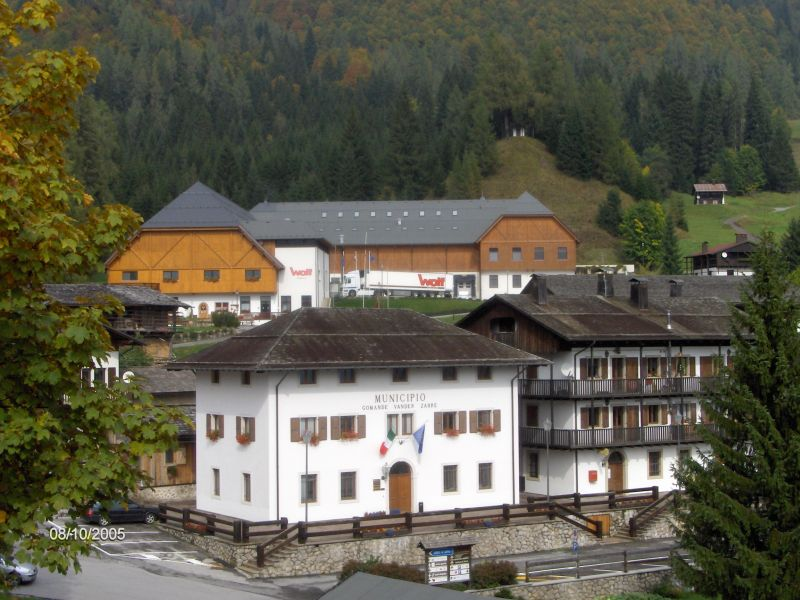
Sauris di Sotto: il municipio con alle spalle il prosciuttificio